# Heriades pretorii
Heriades pretorii är en biart som beskrevs av Cockerell 1946. Heriades pretorii ingår i släktet väggbin, och familjen buksamlarbin. Inga underarter finns listade i Catalogue of Life.